# Oscar Montez
Oscar Montez (Buenos Aires, 9 settembre 1926) è un allenatore di calcio argentino.

## Carriera
Ha allenato Palermo, Padova, Mantova, Cosenza e Rovereto.
Tornò ad allenare il Cosenza nella stagione 1985-1986, quando fu ingaggiato a campionato in corso in sostituzione di Vincenzo Montefusco.